# Publius Cornelius Cossus (tribun consulaire en -415)
Pour les articles homonymes, voir Cornelius Cossus.
Publius Cornelius Cossus est un homme politique de la République romaine, tribun militaire à pouvoir consulaire en 415 av. J.-C

## Famille
Il est membre des Cornelii Cossi, branche patricienne de la gens Cornelia. Il est le fils d'un Aulus Cornelius et le petit-fils d'un Publius Cornelius. Son nom complet est Publius Cornelius A.f. P.n. Cossus.

## Biographie
Il est tribun militaire à pouvoir consulaire en 415 av. J.-C avec trois autres collègues. Les Èques de Bola envahissent le territoire de Labicum, récemment conquis et colonisé par les Romains. Les tribuns consulaires mènent une rapide campagne militaire et repoussent les Èques de Bola qui n'ont pas pu bénéficier du soutien du reste des Èques, encore marqués par leur défaite face aux Romains trois ans plus tôt. Bola est prise après un court siège et quelques combats.
Après la conquête de cette ville, le tribun de la plèbe Lucius Decius propose l'envoi d'une colonie, comme cela a été le cas pour Labicum en 419 av. J.-C., mais sa proposition est bloquée par le veto de ses collègues,.